# Aeromechanika
Aeromechanika – dział mechaniki płynów zajmujący się równowagą oraz ruchem gazów i zjawiskami związanymi ze znajdującymi się w nich ciałami stałymi. Jest podzielona na aerostatykę i aerodynamikę. Na aeromechanice opiera się teoria lotów każdego rodzaju statków powietrznych.